# العلاقات الكورية الشمالية النرويجية
العلاقات الكورية الشمالية النرويجية (بالكورية: 노르웨이-조선민주주의인민공화국 관계) هي العلاقات الثنائية بين كوريا الشمالية والنرويج. لا توجد سفارت في البلدين، ولكن كان لكوريا الشمالية في السابق سفارة في العاصمة النرويجية أوسلو. ويعد السفير النرويجي في سول مكلفاً بكوريا الشمالية، وينطبق نفس الأمر على السفير الكوري الشمالي في ستوكهولم.

## تاريخ
دخلت النرويج الحرب الكورية ضد دولة كوريا الشمالية الوليدة عام 1951، بصفتها حليفة مقربة من الولايات المتحدة عبر حلف شمال الأطلسي وعضو في الأمم المتحدة، كما كان السياسي النرويجي تريغفه لي الأمين العام للمنظمة آنذاك. وتمثلت المشاركة النرويجية عبر إنشاء مستشفى الجيش الجراحي المتنقل النرويجي، والذي استمر بعمله حتى عام 1954. أدى هذا التوظيف الطبي على أرض المعركة والذي شارك فيه 623 مواطن نرويجي إلى علاقات وثيقة مع كوريا الجنوبية المعادية للشيوعية.
أعلنت دول الشمال ومن بينها النرويج خلال الفترة ما بين شهري أبريل ونوفمبر من عام 1973 عن إقامتها لعلاقات دبلوماسية مع كوريا الشمالية وذلك عقب مؤتمر صحفي مشترك لوزراء خارجية هذه الدول. ويعد هذا تقدماً بالنسبة لكوريا الشمالية، حيث أنه أنهى عزلتها الدبلوماسية في أوروبا الغربية.